# メロエ
座標: 北緯16度56分 東経33度45分 / 北緯16.94度 東経33.75度
メロエ（メロエ語：MedewiまたはBedewi、英：Meroë）は、紀元前6世紀から紀元後4世紀にかけてナイル川中流域、現在のスーダンの首都・ハルツームの北東に繁栄した黒人による文明、またはその中心となった都市。

## 歴史

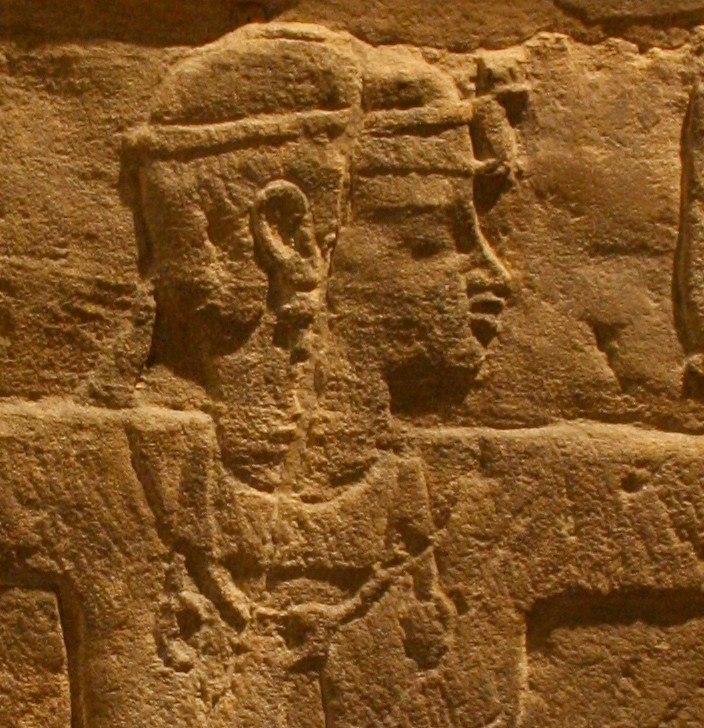
紀元前4世紀後半のメロエ王国の女王

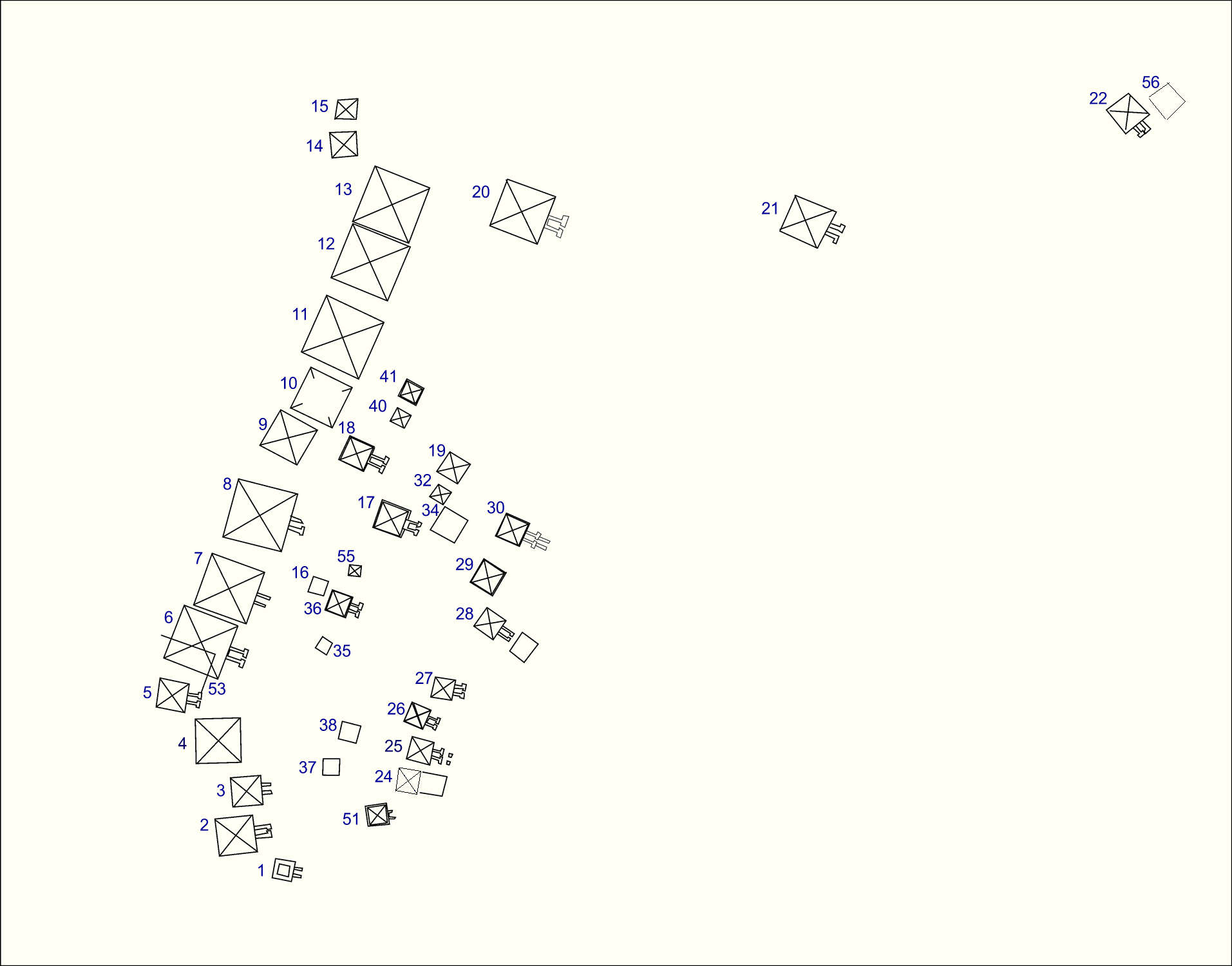
ピラミッド配置

### クシュ王国
紀元前10世紀ごろから、現在のスーダンのナパタ（ゲベル・バルカル）周辺でエジプトの影響を受けたクシュ王国が繁栄していた。

### メロエ王国
紀元前7世紀に鉄器で武装したアッシリアのエサルハドンとアッシュールバニパルの侵攻をエジプト第25王朝のタハルカが受けて、クシュ王国まで落ち延びた。紀元前591年ごろ、en:Aspelta王は、メロエに遷都した。クシュ王国がメロエに遷都して以降を「メロエ王国」と呼ぶ。鉱物資源や農産物に恵まれ、アビシニア（エチオピア）からインド洋へ通じる交易路の結節点として栄えた。アッシリアから導入した製鉄技術が高度に発達し、アフリカ大陸全土に広まった。ナイル川とアトバラ川の合流点に近いメロエは鉄鉱石や樹木が豊富で、クシュ人自らも製鉄を行いアフリカ黒人の歴史上最初の鉄器製造の中心地となった。
メロエには小型のピラミッドが数多く建造され、ヒエログリフをもとにしたとみられるメロエ文字が発明されるなど、クシュ王国同様エジプトの影響を色濃く受けていた。
エルガメネス（在前248～220）王の頃から最盛期を迎えた。

### 滅亡
350年ごろ、アビシニア高原（エチオピア高原）に興ったアクスム王国の侵攻を受けて滅亡した。旧首都ナパタが滅ぼされた後王の唯一の居住地となった。都市の様子は今もメロエ遺跡として残存しており、堤防、宮殿、アメン神殿跡などが見られる。

## 世界遺産
メロエ島の考古遺跡群は、2011年、世界遺産（文化遺産）に登録された。

### 登録基準
この世界遺産は世界遺産登録基準のうち、以下の条件を満たし、登録された（以下の基準は世界遺産センター公表の登録基準からの翻訳、引用である）。
- (2) ある期間を通じてまたはある文化圏において、建築、技術、記念碑的芸術、都市計画、景観デザインの発展に関し、人類の価値の重要な交流を示すもの。
- (3) 現存するまたは消滅した文化的伝統または文明の、唯一のまたは少なくとも稀な証拠。
- (4) 人類の歴史上重要な時代を例証する建築様式、建築物群、技術の集積または景観の優れた例。
- (5) ある文化（または複数の文化）を代表する伝統的集落、あるいは陸上ないし海上利用の際立った例。もしくは特に不可逆的な変化の中で存続が危ぶまれている人と環境の関わりあいの際立った例。

## その他
- メロエ王国時代の遺跡に限った話ではないが、21世紀においてスーダンにおける遺跡調査のペースは遅く、しばしば盗掘者に先を越されることもある。2020年、スーダン奥地の砂漠に位置するメロエ王国時代の古代遺跡ジャバル・マラガを訪れた調査団は、重機で破壊しつくされた遺跡跡を目撃することとなった[2]。